# 加理多一世
聖加理多一世（拉丁語：Sanctus Callistus PP. I；？—約223年），約218年－約223年擔任教宗。

## 譯名列表
- ：梵蒂岡廣播電台作。
- 卡利克斯特：天主教香港教區禮儀委員會：禧年專頁 （页面存档备份，存于）作卡利克斯特。
- ：香港天主教教區檔案　歷任教宗作。
- 加里斯都：《大英簡明百科知識庫》2005年版[永久]、《世界人名翻譯大辭典》1993年版作加里斯都。

| 天主教會職銜        | 天主教會職銜                   | 天主教會職銜              |
| ------------------- | ------------------------------ | ------------------------- |
| 前任者： 教宗則斐琳 | 罗马主教 教宗 約218年－約223年 | 繼任者： 教宗烏爾巴諾一世 |